# FIRMS
FIRMS（英語: Fire Information for Resource Management System）は、アメリカ航空宇宙局がESDS（Earth Science Data Systems; 地球科学データシステム）の一部として提供するフリーのウェブマッピングプラットフォームである。地図上に、火災現場をほぼリアルタイムでオーバーラップ表示できる。
データは衛星に搭載されたMODISおよびVIIRSで収集される。空間分解能はMODISで1km角、VIIRSで375m角である。空間分解能により、火災現場の検出下限や単一の大火なのか複数の小火なのかを判別できる限界が決まる。
もともとは山火事の検知のために開発されたが、ロシアのウクライナ侵攻やティグレ紛争のような武力紛争による火災の検出・報告にも利用されている。

## 開発
FIRMSは2007年にNASAの資金提供のもとメリーランド大学で開発され、2010年から2012年には国連食糧農業機関により運用された。